# سورایا سن
 سورایا سن (بنگالی: সূর্য সেন؛ ۲۲ مارس ۱۸۹۴ – ۱۲ ژانویهٔ ۱۹۳۴) یک کنشگر اهل بنگلادش بود.